# 서호교

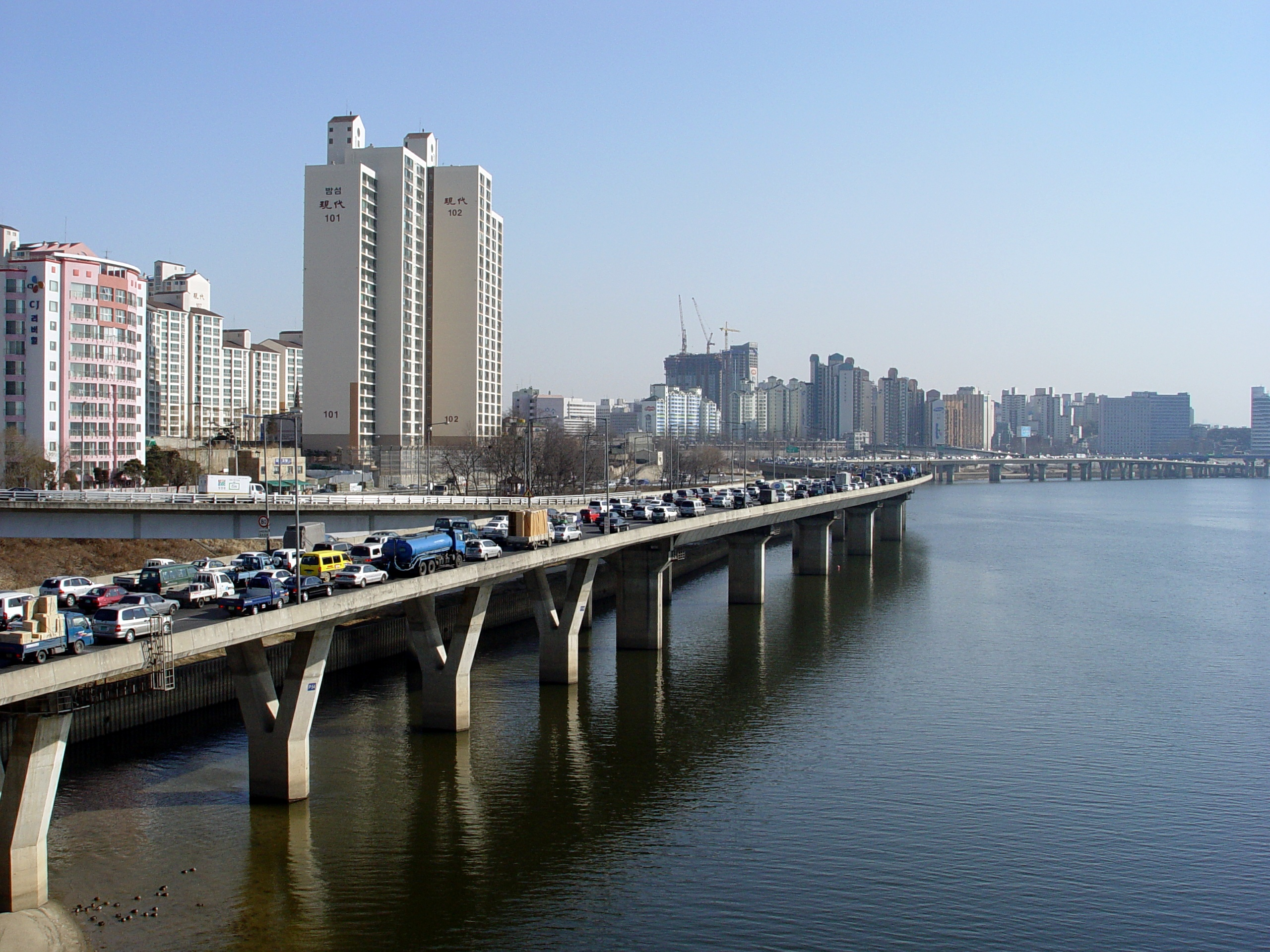

서호교(西湖橋)는 서울특별시 마포구 합정동에서 용산구 이촌동을 잇는 길이 4,850m 너비 18.4m~25.9m의 한강의 다리이며 전 구간이 강변북로에 속해있다.

## 역사
- 1997년 12월: 개통

## 특징
- 자동차 전용도로이며 강변북로 구리시 방면 편도 4차로 단방향 통행이 가능하다.
- 1997년 강변북로 확장을 위하여 개통하였기에 구간 내 나들목이 좌합류 방식이다.[2]

## 같이 보기
- 강변북로
- 자유로
- 한강